# Aleptina semiatra
Aleptina semiatra är en fjärilsart som beskrevs av Smith 1902. Aleptina semiatra ingår i släktet Aleptina och familjen nattflyn. Inga underarter finns listade i Catalogue of Life.